# Eria simplex
Eria simplex är en orkidéart som beskrevs av diplomatiker och botanist Gunnar Seidenfaden. Eria simplex ingår i släktet Eria och familjen orkidéer.
Artens utbredningsområde är Thailand och Vietnam. Inga underarter finns listade i Catalogue of Life.